# Ossip Bernstein

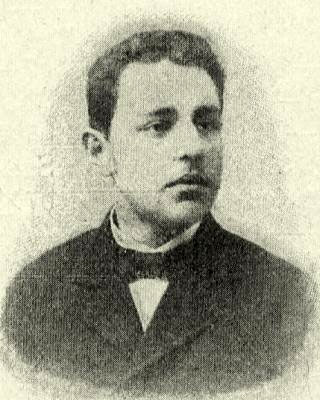
Ossip Bernstein.

Ossip Samoilovitch Bernstein (Yitomir, Volhynia, 20 de septiembre de 1882-Saint-Arroman, 30 de noviembre de 1962) fue un ajedrecista que se mantuvo en los primeros diez puestos del ranking mundial desde 1903 hasta 1914.

## Biografía
Nacido en la Rusia imperial en 1882 en una familia de origen judío, creció en la atmósfera antisemita de la Rusia prerrevolucionaria.
Durante la Primera Guerra Mundial dejó el país para radicarse en Francia y abandonó el ajedrez hasta mediados de los años 1930. No obstante lo prolongado de su inactividad, empezó a jugar hábilmente e incluso llegó a hacer tablas con el entonces campeón mundial y también emigrante Alexander Alekhine (+1 -1 =2). Cuando la FIDE introdujo el sistema de títulos oficiales en 1950, Bernstein fue acreditado con el de Gran Maestro Internacional.
Bernstein posee paridad de puntajes con jugadores excepcionales como el segundo campeón mundial Emanuel Lasker (+2 -2 =1), Akiba Rubinstein (+1 -1 =7), Aron Nimzovitsch (+1 -1 =4), Mijaíl Chigorin (+1 -1 =0) y Salo Flohr (=3). Sin embargo, no pareció estar hecho a medida para el tercer campeón mundial José Raúl Capablanca, quien lo batió en tres brillantes partidas y a quien sólo pudo empatar en una oportunidad en todas las veces que se enfrentaron, entre 1911 y 1914.
Se doctoró en leyes en Heidelberg en 1906, y fue un destacado hombre de negocios. Su fortuna inicial se perdió en la Revolución bolchevique, pero se recuperó al poco tiempo, acumulando un importante capital que se redujo a nada durante la Gran Depresión. Amasó una tercera fortuna, que volvió a perder tras la invasión nazi a Francia. En diciembre de 1942 huyó de la Francia ocupada y se refugió en Barcelona, ciudad en la que permaneció hasta el final del conflicto.